# Jol Catarraya
Jol Catarraya är en ort i Mexiko.   Den ligger i kommunen Chilón och delstaten Chiapas, i den sydöstra delen av landet, 800 km öster om huvudstaden Mexico City. Jol Catarraya ligger 916 meter över havet och antalet invånare är 143.
Terrängen runt Jol Catarraya är huvudsakligen kuperad, men söderut är den bergig. Runt Jol Catarraya är det glesbefolkat, med 16 invånare per kvadratkilometer. Närmaste större samhälle är Pamal Navil, 3,9 km nordost om Jol Catarraya. I omgivningarna runt Jol Catarraya växer i huvudsak städsegrön lövskog.